# Libellula deplanata
Libellula deplanata bzw. Ladona deplanata ist eine Libellenart der Gattung Libellula aus der Unterfamilie Libellulinae. Ihr Verbreitungsgebiet erstreckt sich über den Osten der USA und reicht von Maine bis Texas.

## Merkmale

### Bau der Imago
Das Tier erreicht eine Länge von 31 bis 35 Millimeter, wobei 19 bis 24 Millimeter davon auf das Abdomen entfallen. Die Hinterflügel sind zwischen 22 Millimeter und 26 Millimeter lang.
Das junge Tier ist überwiegend bräunlich, wobei das Braun im Gesicht einen Einschlag ins gelbe hat. Auf dem braunen Thorax befinden sich zwei auffällige braune Streifen. Auch die Beine sind braun.
Die Flügel sind durchsichtig bis auf einen Schatten und ein braunes Pterostigma. Durch den Schatten am Flügelansatz läuft ein auffälliger brauner Streifen. Der Scheitel ist schwarz und leicht ausgebuchtet. 
Das stark abgeflachte Abdomen ist braun mit einem Streifen in der Mitte des Rückens.
Mit dem Alterungsprozess werden die Männchen blau.

### Bau der Larve
Die Larven besitzen zentral im Gesicht sitzende Augen und haben ein langes sich zum Ende hin verjüngendes Abdomen. Der Rand des unpaaren Vorderteils des Labium, das sogenannte Prämentum ist eingekerbt. Des Weiteren befindet sich auf Segment acht ein hackenförmiger Vorsatz.

## Ähnliche Arten
Es besteht zwar eine gewisse Ähnlichkeit zu Erythrodiplax miniscula, diese ist jedoch wesentlich kleiner und hat keinen ausgeprägten Schatten am Flügelansatz. Auch fehlen ihr die Streifen an der Thoraxunterseite. Auch Erythemis simplicicollis fehlen die Streifen, noch dazu ist ihr Gesicht grünlich.

## Schutzstatus

Der Schutzstatus von Libellula deplanata in den Bundesstaaten der USA

Die Libellula deplanata hat weltweit den Schutzstatus G5, womit sie als in hohen Zahlen vorkommende, sehr weit verbreitete und ungefährdete Art eingestuft wird. Diesen Status erhielt sie am 30. Dezember 1985. In den USA hat sie den national äquivalenten Schutzstatus N5. Auch die östlichen Bundesstaaten der USA haben auf Staatsebene Einstufungen vergeben. Diese sind in der Grafik rechts dargestellt.